# 1996年夏季残疾人奥林匹克运动会伊朗代表团
1996年夏季残疾人奥林匹克运动会伊朗代表团是伊朗派出的1996年夏季残疾人奥林匹克运动会代表团。获得9枚金牌、5枚银牌和3枚铜牌。